# Olle Sarri
Niels Olof Fabian Sarri (født 20. januar 1972) er en svensk skuespiller. Han har for eksempel medvirket i film som Rejsen til Melonia (1989), Tillsammans (2000) og Britt-Marie var her (2019).

## Udvalgt filmografi
- Sammansvärjningen (tv-serie, 1986)
- Rejsen til Melonia (animationsfilm, 1989)
- Monopol (1996)
- Velkommen til festen (1997)
- C/o Segemyhr (tv-serie, 1998-2004)
- Tillsammans (2000)
- Heja Björn (tv-serie, 2002)
- Endelig midsommer (2009)
- Aben (2009)
- Solsidan (tv-serie, 2011)
- Flimmer (2012)
- Blondie (2012)
- Hjem (tv-serie, 2013)
- Sameblod (2016)
- Initiativet (tv-serie, 2016)
- Helt perfekt (tv-serie, 2018-2020)
- Britt-Marie var her (2019)
- I magtens øje (tv-serie; 2019)
- Gösta (tv-serie, 2019)
- Rumrejsen (2020)
- Sune - Mission Midsommer (2021)
- Tillsammans 99 (2023)
- Veronika (tv-serie, 2024)
- Vargasommar (tv-serie, 2024-2025)
- Mordene i Åre (tv-serie, 2025)